# Kost u grlu
Kost u grlu prvi je studijski album srpskog rock/hard rock sastava Riblja čorba, koji izlazi 1979., a objavljuje ga diskografska kuća PGP RTB.

## Popis pjesama
| Br. | Skladba                                                               | Trajanje |
| --- | --------------------------------------------------------------------- | -------- |
| 1.  | »Rock'n'roll za kućni savet«                                          |          |
| 2.  | »Zvezda potkrovlja i suterena«                                        |          |
| 3.  | »Rasprodaja bola«                                                     |          |
| 4.  | »Pozajmila je pare poludela je skroz kupila je kartu i sela je u voz« |          |
| 5.  | »Ja sam još ona ista budala«                                          |          |
| 6.  | »Još jedan šugav dan«                                                 |          |
| 7.  | »Hej ćale«                                                            |          |
| 8.  | »Mirno spavaj«                                                        |          |
| 9.  | »Egoista«                                                             |          |
| 10. | »Ostani đubre do kraja«                                               |          |

## Izvođači
- Bora Đorđević - vokal
- Radislav Kojić - solo gitara
- Momčilo Bajagić - ritam gitara
- Miroslav Aleksić - bas
- Miroslav Milatović - bubnjevi